# Богатырский мост
Богаты́рский мост — кирпичный автодорожный и трамвайный мост через реку Яузу в Москве. Расположен на территории района Богородское Восточного административного округа между Оленьим мостом и Ростокинским акведуком, является частью одноимённой улицы. 
Предполагается, что первый мост через Яузу на этом месте был сооружён не ранее конца XIX века; по крайней мере, мост уже обозначен на плане города от 1894 года.

## Расположение и описание
Богатырский мост через реку Яузу, находится на северо-востоке Москвы, в районе бывшего села Богородского, рядом с бывшим заводом «Красный богатырь» (ранее просто «Богатырь», откуда и названия соответствующих улиц, см. Богатырский Мост). Проходящая по мосту улица Богатырский мост соединяет Богородское шоссе с Белокаменным шоссе. Мост находится возле места, где к улице Богатырский мост примыкает Краснобогатырская улица. 
Полная длина моста составляет 28,8 м, ширина — 21 м. Речной пролёт моста выполнен в виде кирпичного свода. По мосту организовано пешеходное, автомобильное и трамвайное движение; устроены лестничные спуски на набережные. С южной стороны вид на реку перекрывается глухим непрозрачным забором завода, который однако, с закрытием завода и ввода общественных пространств потерял охранное значение и в остальных местах в основном уничтожен.